# Velika Planina

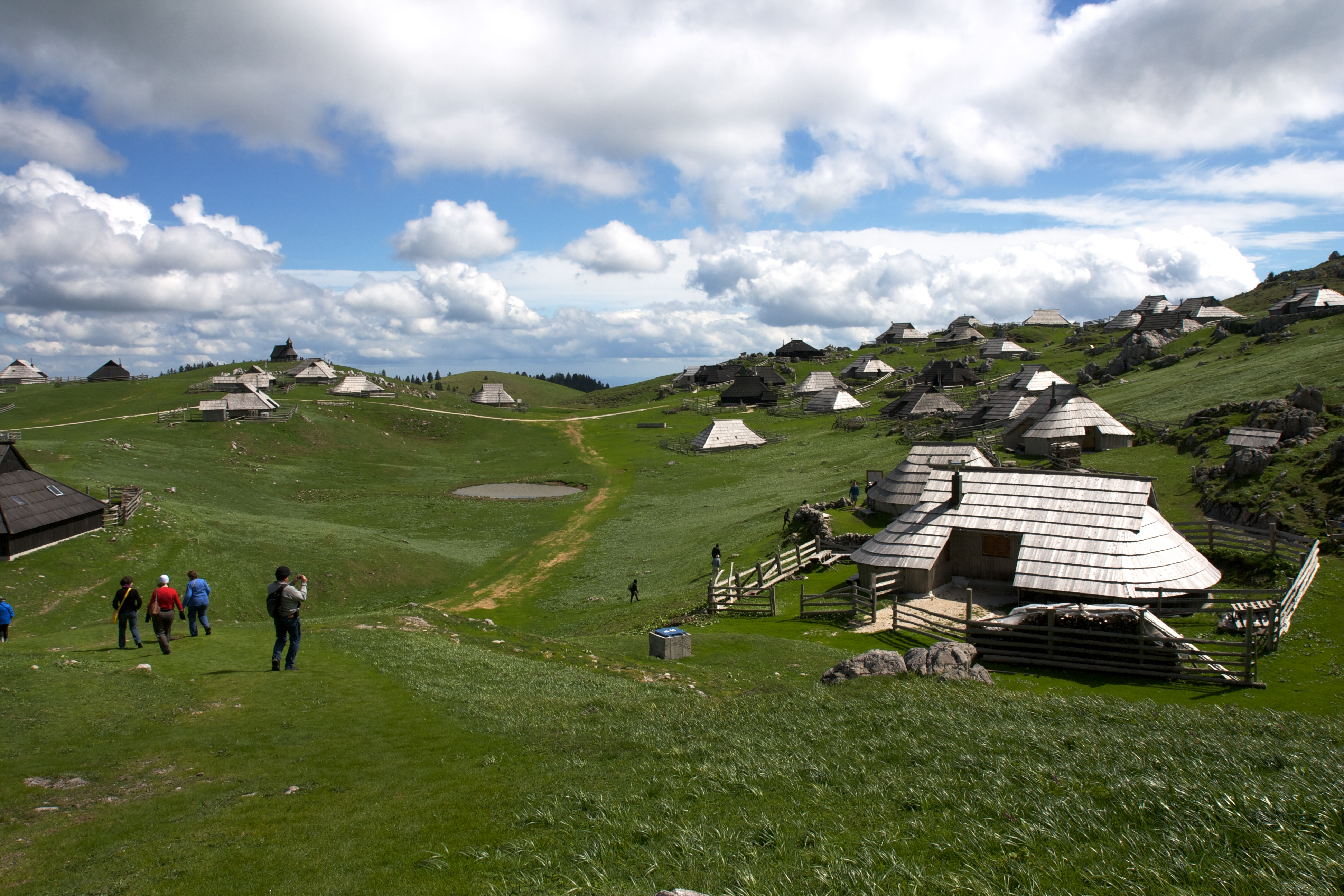
Il villaggio malgaro di Velika Planina, nell'altopiano omonimo

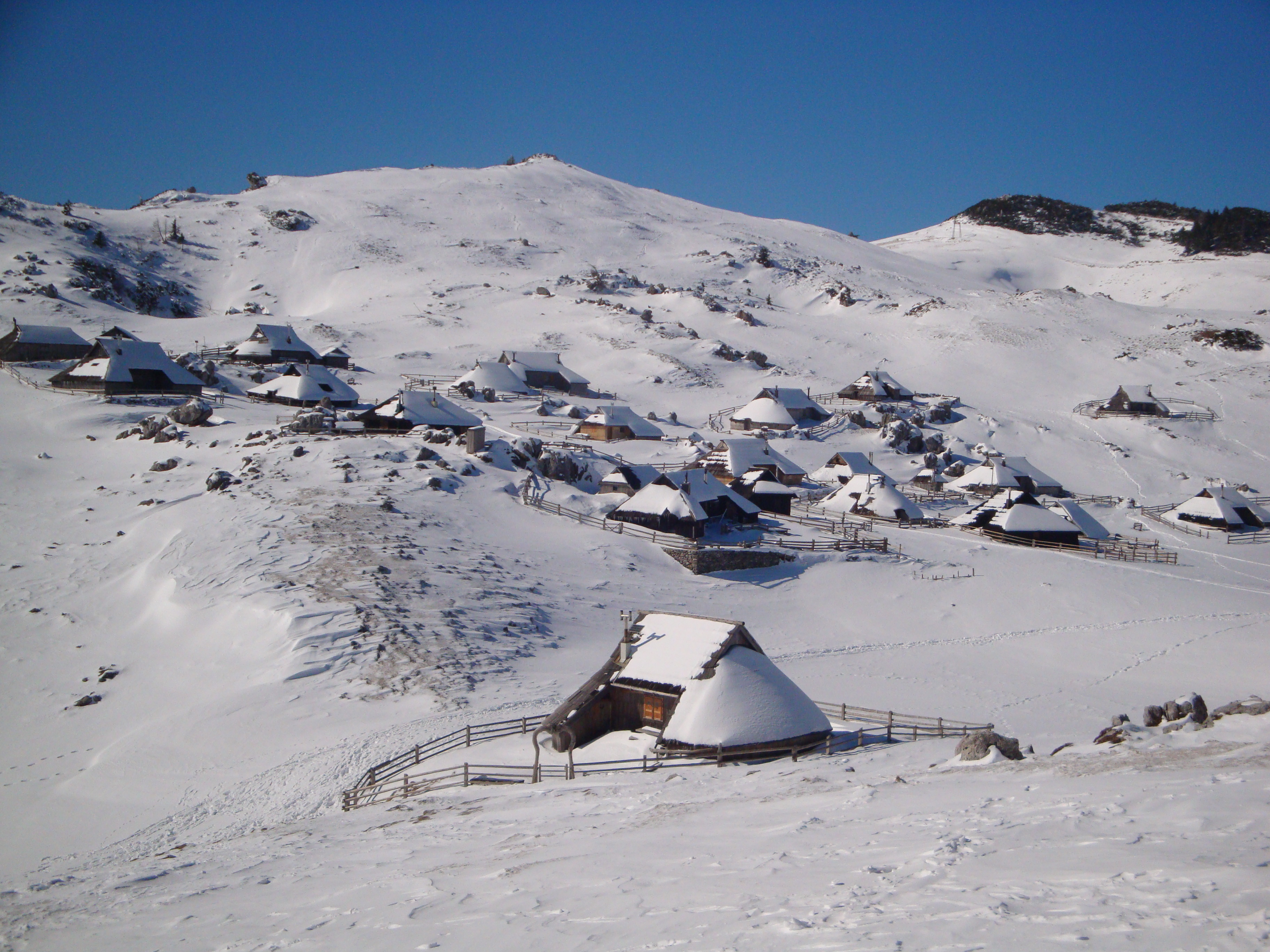
Il villaggio di Velika Planina durante il periodo invernale

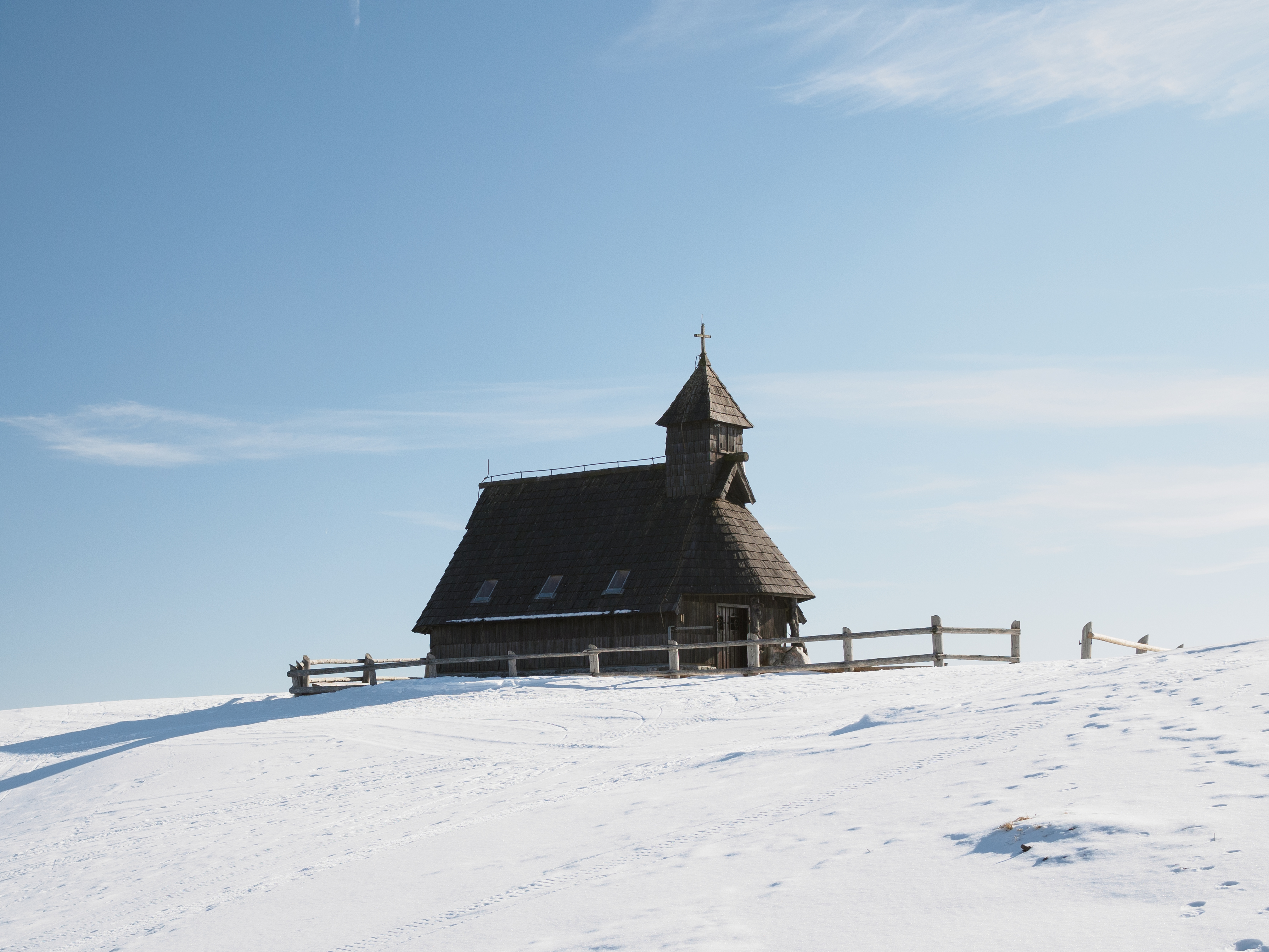
La cappella di Santa Maria della Neve nei pressi del villaggio di Velika Planina

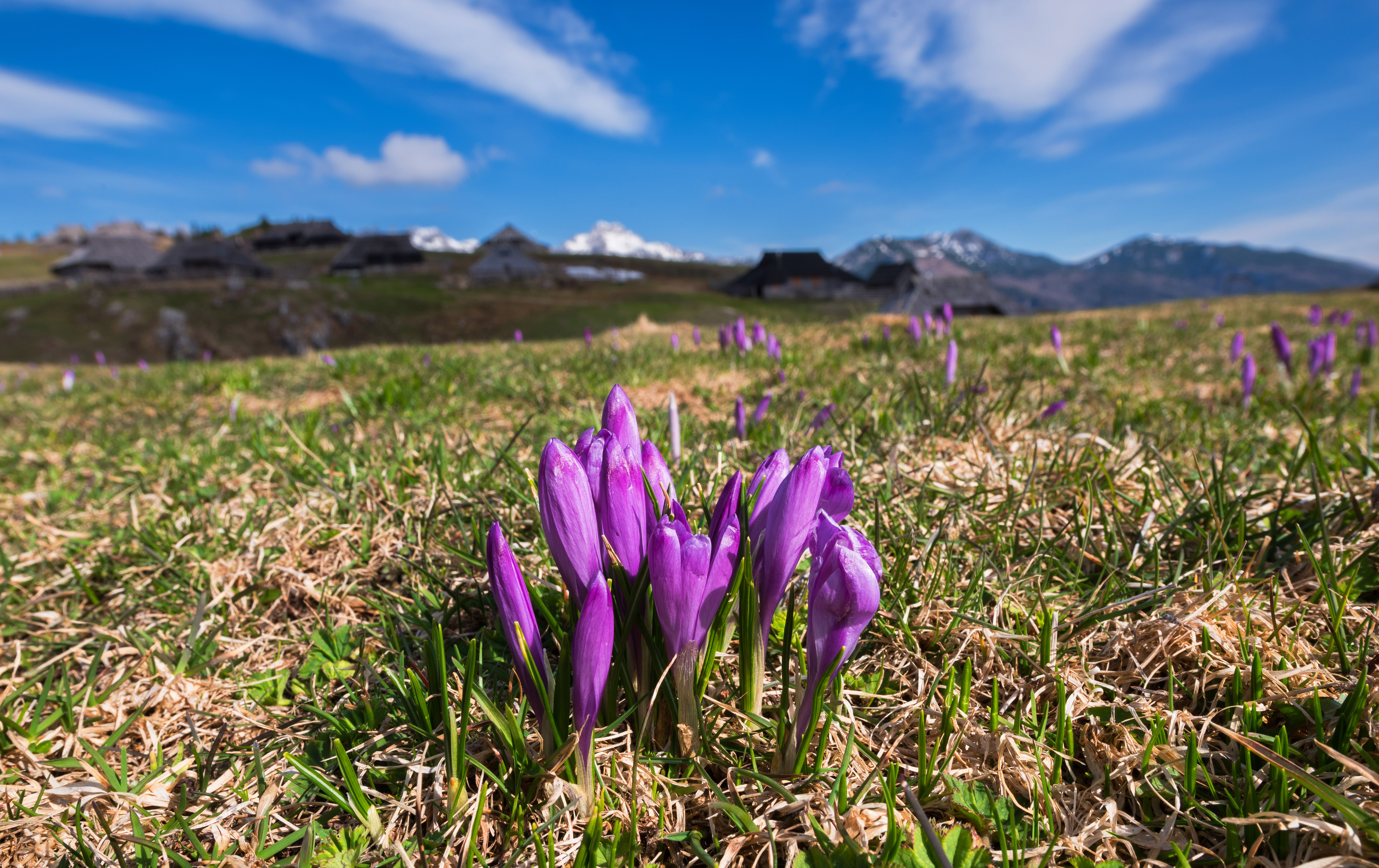
Flora dell'altopiano di Velika Planina in primavera

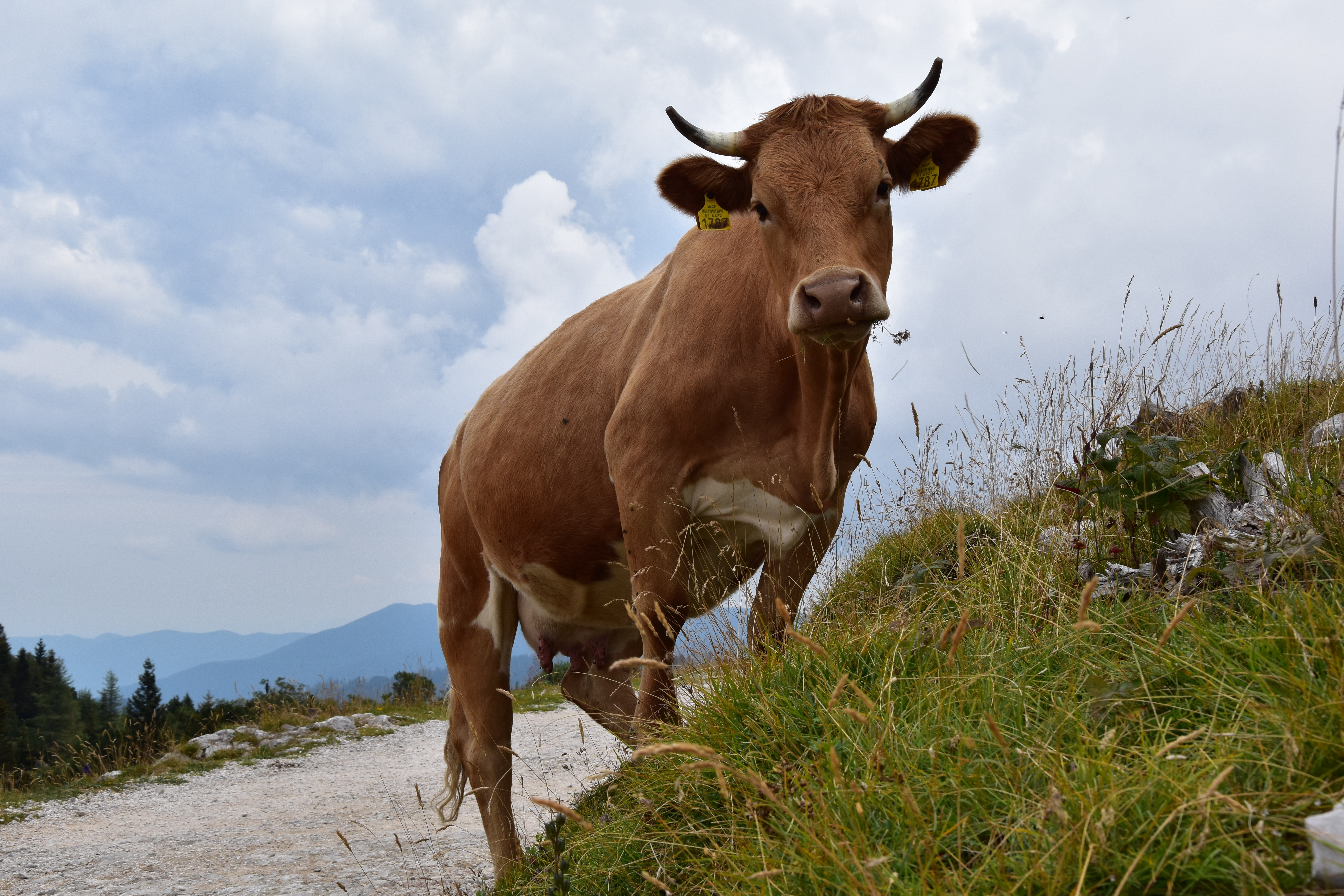
Fauna dell'altopiano di Velika Planina

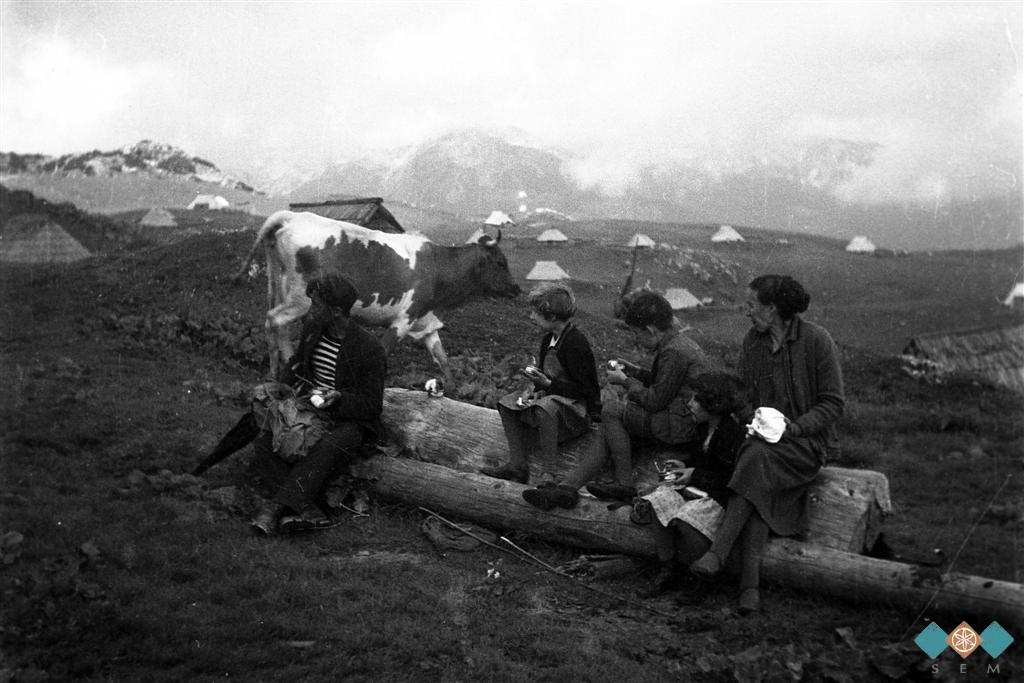
L'altopiano di Velika Planina in una foto del 1932

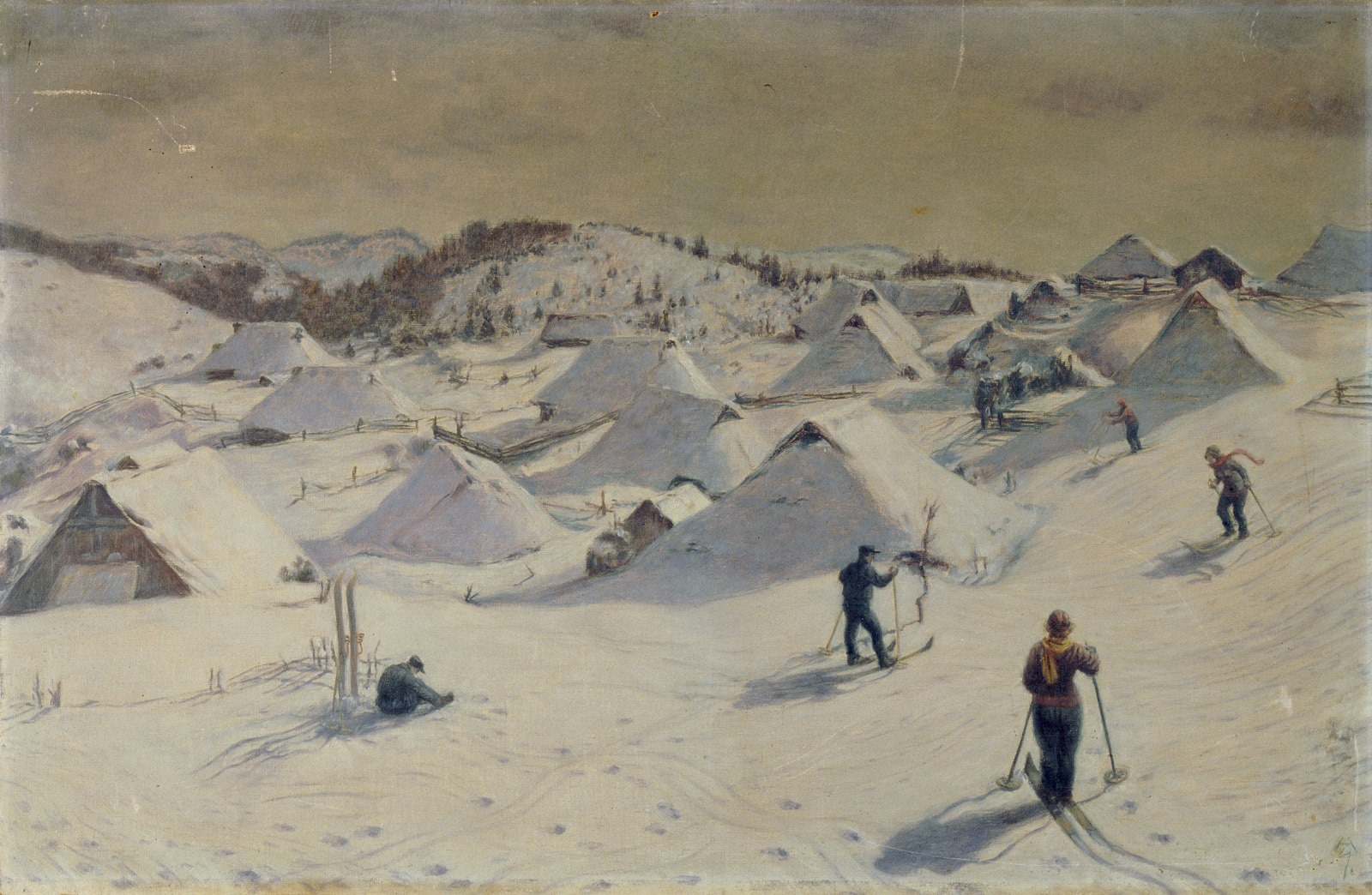
L'altopiano di Velika Planina in un'illustrazione di Hinko Smrekar (1942 ca.)

La Velika Planina (letteralmente: "grande pascolo") è un altopiano carsico e comprensorio sciistico della Slovenia centro-settentrionale, situato nelle Alpi di Kamnik e della Savinja, nella provincia storica dell'Alta Carniola. È il maggiore altopiano del Paese e costituisce uno dei pochi insediamenti di pastori d'alta montagna ancora presenti in Europa.

## Geografia fisica
L'altopiano di Velika Planina si trova a nord/nord-est di Kamnik.

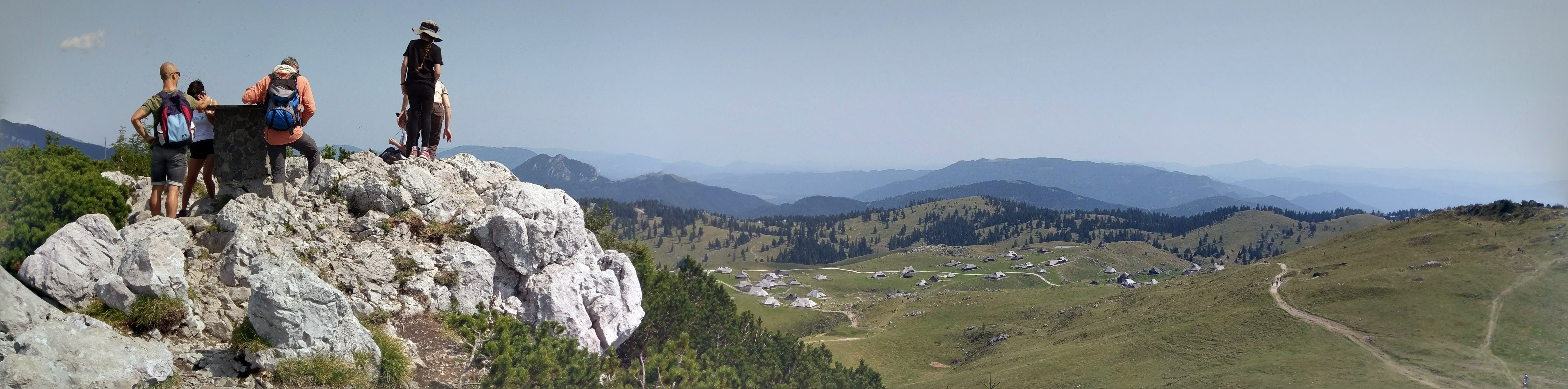
Panorama dell'altopiano di Velika Planina

L'altopiano raggiunge un'altezza massima di 1666 m. s.l.m: la vetta più alta dell'altopiano è il monte Gradišče.
Ai piedi dell'altopiano si trova la valle del fiume Kamniška Bistrica, con le sue sorgenti.

## Storia
Tra il 1958 e il 1960 fu presentato un progetto da parte dell'architetto Vlasto Kopač di Lubiana, che prevedeva la realizzazione di un villaggio turistico sulla Velika Planina e di una funivia per permettere l'ascesa sull'altopiano. La funivia fu inaugurata il 13 settembre 1964.

## Flora
Tra la flora della Velika Planina, è presente la nigritella lithopolitanica, fiore di colore solitamente viola e unica specie del genere Nigritella a rischio di estinzione.

## Luoghi d'interesse

### Il villaggio malgaro di Velika Planina
Tra i luoghi d'interesse dell'altopiano di Velika Planina, figura il villaggio omonimo, che fa parte della municipalità di Kamnik e che costituisce uno dei villaggi di pastori più grandi d'Europa.
Il villaggio è costituito da 140 basse capanne ricoperte da tetti in legno di abete rosso.
Il villaggio ospita la cappella della Madonna della Neve e la baita con il museo Preskar. La cappella è stata ricostruita nel 1988, dopo essere stata distrutta dai tedeschi nel corso della seconda guerra mondiale, ed è meta di pellegrinaggio ogni 15 agosto, mentre la baita-museo fu realizzata nel 1945 da Andrej Preskar dopo che la baita originaria era stata distrutta da un incendio al termine della seconda guerra mondiale.

### Aree naturali
- Grotta Dovja griča[2][5][7]
- Grotta Vetrnica[2][5][7]

## Gastronomia

### Il formaggio Trnič
Tipico prodotto dell'altopiano di Velika Planina (oltre che di Mala Planina e Gojška Planina) è il Trnič, un formaggio a pasta dura prodotto a base di ricotta, panna e sale.
Secondo la tradizione, il Trnič veniva sempre preparato a coppie e in autunno veniva poi donato dai malgari alle proprie donne prima della discesa dall'alpe ed è, per questo, soprannominato il "formaggio degli innamorati". Inoltre, il prodotto, che si presenta riccamente ornato, è celebrato con una festa annuale, che cade il 29 luglio.

## Turismo

### Il comprensorio sciistico della Velika Planina
Nel comprensorio sciistico della Velika Planina, posto ad un'altitudine compresa tra i 1.412 e i 1466 m s.l.m., si trovano 3 km di piste per la pratica di sci alpino e snowboard e quattro impianti per il trasporto degli sciatori.

## Infrastrutture e trasporti

### Funivia
Sull'altopiano della Velika Planina si può salire con la funivia, inaugurata nel 1964 e rinnovata nel 2011 : la funivia parte dalla valle della Kamniška Bistrica e si ferma ai piedi dell'altopiano, a un'altitudine di 1.466 metri. trasporta circa 60.000 passeggeri l'anno.
La funivia della Velika Planina trasporta circa 60.000 passeggeri l'anno ed è stata finalista del premio Werner von Siemens nel 2014.

## Sport
Nel 2010, nell'altopiano di Velika Planina si svolse la XXVI edizione dei campionati del mondo di corsa in montagna.